# Домброва-Хелмінська
Домброва-Хелмінська (пол. Dąbrowa Chełmińska, нім. Damerau, 1939-45: Kulmischdamerau) — село в Польщі, у гміні Домброва-Хелмінська Бидґозького повіту Куявсько-Поморського воєводства.
Населення — 2032 особи (2011).
У 1975-1998 роках село належало до Бидгощського воєводства.

## Демографія
Демографічна структура станом на 31 березня 2011 року:
|          | Загалом | Допрацездатний вік | Працездатний вік | Постпрацездатний вік |
| -------- | ------- | ------------------ | ---------------- | -------------------- |
| Чоловіки | 1010    | 240                | 708              | 62                   |
| Жінки    | 1022    | 234                | 640              | 148                  |
| Разом    | 2032    | 474                | 1348             | 210                  |